# マルセル・マルソー
マルセル・マルソー（Marcel Marceau、出生名 - Marcel Mangel、1923年3月22日 - 2007年9月22日）は、フランスのパントマイム・アーティストである。この芸術形式における第一人者で、近代パントマイムでもっとも有名な人物のひとりである。「パントマイムの神様」「沈黙の詩人」と呼ばれた。

## 生い立ち
1923年、フランスのストラスブールでユダヤ人の父・シャルルと母アンヌの間にMarcel Mangel（マルセル・マンジェル）として生まれる。16歳のときフランスが第二次世界大戦に突入、その影響により家族でリモージュに移住を強いられる。その後兄弟のアランとともにマルセルはシャルル・ド・ゴールの自由フランスに参加、堪能な英語力でジョージ・パットンの軍隊の渉外係として働く。戦況が悪化する中、ドイツ軍のフランス侵攻に伴い、ユダヤ人であることを隠すために姓をMangelからMarceauに変えたが彼の父はゲシュタポによって捕らえられ、1944年にアウシュビッツ強制収容所で亡くなるという悲劇に見舞われる。
Marceauという姓はヴィクトル・ユーゴーの『懲罰詩集』（Les Châtiments）から引用したものであると語っている。

## 初期の活動
チャーリー・チャップリンを見たことがきっかけで俳優を志したマルセルは終戦後、1946年にサラ・ベルナール劇場の中のシャルル・デュランの演劇学校に入門。ここでマルセルはデュランとエチエンヌ・ドゥクルーに師事して演劇や身体を使ったパフォーマンスを学ぶ。ちなみに映画『天井桟敷の人々』のバチスト役で世界的に有名になるジャン＝ルイ・バローもまたドゥクルーの生徒だった。バローが立ち上げた劇団に参加するがほどなくバローが映画を中心とした活動になり、マルセルはパントマイムを追求するために離れる（この頃までに後にマイケル・ジャクソンのムーンウォークとして有名になる動きを2人で考案していたとされる）。マルセルはこの劇団のパントマイム『Baptiste』で演じた道化役（これはバロー自身が『天井桟敷…』で演じた役であった）で好感触を得たことを弾みに最初の無言劇（fr:mimodrame, en:mimodrama）『プラクシテレスと黄金の魚』をサラ・ベルナール劇場で公演し、高い評価を得る。
1947年には、彼の代名詞ともいえるキャラクター「Bip」を創造。白く塗られた顔、よれよれのシルクハット、帽子に力なく飾られた花、ストライプのシャツなどはパントマイムの一般的なイメージとして認知されるほど、大衆にアピールし影響を与えた。言葉を発せず体ひとつで表現されるそのパフォーマンスは高い評価を受け、とりわけ有名な『若さ、成熟、老年そして死』（en:Youth, Maturity, Old Age and Death）と呼ばれているスケッチは評論家をして「彼は小説家が何冊書いても表現しきれない世界を2分で表現してしまう」と言わせたという。
1949年、2番目の無言劇『夜明け前の死』で、18世紀の著名な無言劇俳優・ドビュロー（Jean-Gaspard Deburau）を記念して創設された賞「ドビュロー賞」を受賞。その後、当時世界唯一といわれたパントマイム専門の劇団「Compagnie de Mime Marcel Marceau」を設立し、ゴーゴリの『外套』の翻案や『フルート吹き』（Le Joueur de flûte）、『文体練習』（Exercices de style）、『闘牛士』（Le Matador）、『小さなサーカス』（Le petit cirque）、『笑うパリ、涙のパリ』（Paris qui rit, Paris qui pleure）など多くの無言劇のシナリオを制作・公演した。この頃まではフランス・パリを中心にさまざまな劇場での活動が主であった。

## 活動拠点の拡大
「沈黙の芸術」を世界中に浸透させるため、1955年にはアメリカでデビュー。ニューヨークでの大絶賛を受けて、より大きな会場でのパフォーマンスが行われた。ライブ・パフォーマンスは南米、アフリカ、オーストラリア、中国、日本、東南アジア、ロシア、ヨーロッパでも賞賛を受け、2006年まで精力的にワールドツアーを続けた。
テレビにも進出し、最初のテレビでのパフォーマンス出演となった「Max Liebman Show」はエミー賞を受賞。1973年のBBCの『クリスマス・キャロル』（ディケンズの作品）ではスクルージ役で登場した。また自身の番組『Meet Marcel Marceau』も持っていた。
1967年のジェーン・フォンダ主演の映画『バーバレラ』ではピング教授役をこなし、1976年のメル・ブルックス監督作『メル・ブルックスのサイレント・ムービー』（Silent Movie）では、映画の中で唯一のセリフ（「Non!」）をしゃべる本人役で出演している。また1989年のクラウス・キンスキー監督・脚本・主演のイタリア映画『パガニーニ』にも出演している。他に『Paint It White』（タイトルはローリング・ストーンズの楽曲『黒くぬれ/Paint It, Black』のパロディ）というマルセル自身の体験をもとにした低予算映画が進行していたが、共演していた幼少時代からの友人が撮影中途で死去したため完成には至らなかった。
作家としては、子供向けに『Marcel Marceau Alphabet Book』『Marcel Marceau Counting Book』というアルファベットと数字の本を出版。1966年には詩とイラストが中心の本を、また『Bipの物語』（1976年, fr:L'histoire de Bip, en: The Story of Bip）およびイラストの本などを出版した。
1978年にはパリに自身が主宰するパリ国際無言劇学校（École Internationale de Mimodrame de Paris）を創設。1996年には無言劇の振興のためのマルソー財団をアメリカ合衆国に設立した。
1995年、歌手・ダンサー・振付家であり自身もマイムを行うマイケル・ジャクソンとHBOで公演を行う構想があったが、実現には至っていない。

## 晩年の活動と死
2000年、自身の劇団を引き連れて新作の無言劇『The Bowler Hat』の世界ツアーを行う。パリ、ロンドン、東京、台北、カラカス、サントドミンゴ、バレンシア、ミュンヘン、ニューヨークで公演した。アメリカ合衆国では1999年からニューヨークやサンフランシスコで以前のソロ・ショーを復活させ、新しい世代の観衆からも好意的な評価を受けた。フォード劇場（ワシントンD.C.）などの著名な劇場でも公演し絶賛されている。
また、1993年のチェコスロヴァキア解体まで長年にわたってフランス・チェコスロヴァキア友好協会（Association France-Tchécoslovaquie）の名誉会長をつとめた。
2007年、フランス・カオールの自宅で心臓発作で死去。84歳だった。パリのペール・ラシェーズ墓地に埋葬され、マルセルが成し遂げた業績と芸術を讃えて2分間の黙祷をささげられた。

## 賞賛と栄誉
- フランスの最高勲章であるレジオンドヌール勲章（オフィシエ章）を叙勲。
- 1978年、パリ市大金章叙勲。
- 1991年、フランス芸術アカデミー会員に。
- 1998年、国民功労章叙勲。
- 名誉博士号 - オハイオ州立大学、リンフィールド・カレッジ(Linfield College)、プリンストン大学、ミシガン大学
- ニューヨーク市は1999年に3月18日をマルセル・マルソーの日と制定。